# 疑惑 (松本清張)
『疑惑』（ぎわく）は、松本清張の推理小説。「昇る足音」の題で『オール讀物』1982年2月号に掲載され（掲載時の挿絵は濱野彰親）、改題の上、同年3月に文藝春秋から中篇「不運な名前」を併録して発刊された。
1982年に松竹系で映画化され、またこれまで5回テレビドラマ化されている。

## あらすじ
T市の新港湾（映画版では富山新港湾）の岸壁で、鬼塚球磨子（おにづかくまこ）と夫・白河福太郎の乗った車が、時速40キロのスピードで海へ突っ込み、夫が死亡する事件が起こった。球磨子は車から脱出し助かったが、保険金殺人と疑われ警察に逮捕される。
新聞記者の秋谷茂一は、球磨子が新宿でのホステス時代にヤクザとつるんで詐欺・恐喝・傷害事件を起こしたこと、資産家である福太郎と結婚した直後、夫に巨額の生命保険をかけたことを詳細に報じた上で、球磨子を「北陸一の毒婦」と糾弾する署名記事を書いた。秋谷の記事を契機に他のマスコミも追随、日本中が球磨子の犯行を疑わないムードになった。
裁判の途中から球磨子の国選弁護人を引き受けた佐原卓吉（映画版では佐原律子、2019年ドラマ版では佐原卓子）は民事専門で刑事弁護の経験に乏しかった。球磨子の犯行を確信する秋谷は、佐原に状況を覆す力はないと高をくくっていた。
しかし佐原は意外にも証人尋問で球磨子に不利な証言を巧みに覆してゆき、球磨子が無罪となる観測も出始める。球磨子の過去の行状から、秋谷は自由の身となった球磨子がヤクザを率いて「お礼参り」にやってくるのではないかと怯える。
佐原は球磨子が事件を起こしたのではなく、福太郎が無理心中を図ったと推理。車内に残された遺留品からその方法を解明して秋谷に説明し「彼女を救い出す」と自信を見せる。
佐原は事務所で球磨子の無罪を主張する弁論要旨を執筆する。恐怖のあまり正常な神経を失った秋谷が鉄パイプを手に事務所の前に現れるところで物語は終わる。

## 書誌情報
- 疑惑（1982年3月30日、文藝春秋、ISBN 978-4-16-306830-5）
- 疑惑（1985年3月9日、文春文庫、ISBN 978-4-16-710667-6）
- 松本清張全集 第66巻（1996年3月30日、文藝春秋、ISBN 978-4-16-508280-4）
- 疑惑（2013年9月3日、文春文庫、ISBN 978-4-16-769734-1）

## 翻訳
- Suspicion（英語、Penguin Modern Classics）
- Il dubbio（イタリア語、Adelphi）
- 疑点（中国語、北京联合出版）

## 映画
1982年9月18日に公開された。製作は松竹・霧プロダクション、配給は松竹・富士映画。原作の焦点は新聞記者・秋谷に当てられているが、映画では、桃井かおり演じる被疑者・球磨子と、岩下志麻演じる女性弁護士・佐原の心理的関係に焦点が当てられている。英語題名『Suspicion』。現在はブルーレイ、 DVD化されている。

### 出演
白河（鬼塚）球磨子
演 - 桃井かおり
恐喝・傷害などで前科四犯の悪名高い女。福太郎の3億円にも上る保険金の受取人となっている。弁護士はいるが、作中では保険金殺人で死刑判決もあり得ると知り、自身も六法全書を読んだ上で裁判に臨んでいる。子供の頃に養子に出されたり、ホステスとして働いたり、クラブ経営や福太郎に会う前に離婚歴などもあり波乱に満ちた人生を送る。
佐原律子
演 - 岩下志麻
国選弁護人として球磨子の裁判を弁護する。本来民事裁判専門だが、弁護士として有能。裁判中も感情的な言動をする球磨子にも凛とした態度で対応する。証言者たちには、緩急をつけた話し方で証言の矛盾点を探る。離婚経験があり、娘のあやこと月に一度会うことを楽しみにしている。

#### 球磨子に関わる主な人物
秋谷茂一
演 - 柄本明
事件を追う記者。当初から福太郎の死亡事件は、球磨子による犯行と睨んで取材を行う。新聞記者としての使命感を持ち、親しい刑事たちから情報を聞きこんだり、球磨子の釈明会見で強気な態度で直接疑問をぶつけたりしている。球磨子と親しい豊崎から証言を得るため近づく。
豊崎勝雄
演 - 鹿賀丈史
球磨子の元彼。3年前に詐欺事件を起こし仮釈放中の身で、球磨子のヒモ状態。過去に球磨子の前夫の土地・家屋を共謀してせしめたことがある。事件前に球磨子と会って福太郎の事件と似たような自動車事故の『ケネディ事件』について話したことがあると証言する。
白河福太郎
演 - 仲谷昇
作中では富山で有名な白河酒造の社長。球磨子の夫でお互い再婚同士。車の事故（ほどなくして事件扱い）により死亡。球磨子によると泳ぎは苦手だが釣り好きなこともあり、福太郎が言い出して多額の保険に入ったとのこと。生前、球磨子に惚れ込んでいたが、気弱な性格で親族や球磨子どちらにもいい顔をしていた。

#### 警察関係者
山崎捜査係長
演 - 新田昌玄
直接捜査を仕切る刑事。保険金殺人疑惑の釈明会見で警察を挑発した球磨子を敵視して捜査にあたる。
小林刑事
演 - 河原崎次郎
事件当初から球磨子が犯人と決めつけて捜査を行う。秋谷とは顔なじみでつい情報を漏らす。
刑事課長
演 - 山本清
確たる証拠がない状態での球磨子の逮捕はできないと慎重かつ確実な態度で殺人による逮捕にこだわる。
佐々木刑事
演 - 飯島大介
球磨子のことを苛立たせる存在として敵視している。小林の先輩刑事。酔うと口が軽くなる。
浅野刑事部長
演 - 梅野泰靖
法医学教授による福太郎の遺体の鑑定結果を受けて刑事たちに報告する。
石原署長
演 - 小林昭二
事件報道がされて数日後、市民から警察署に球磨子を逮捕するよう抗議が殺到したため焦る。

#### 法曹関係者
宗方検事
演 - 小林稔侍
本作の裁判の検事。証言者たちの様々な証言などから保険金殺人の容疑が掛かった球磨子を厳しく追及する。
矢沢裁判長
演 - 内藤武敏
裁判中球磨子が勝手に発言したり感情的な態度を取るため、手を煩わされる。
原山正雄
演 - 松村達雄
白河家の顧問弁護士。球磨子から裁判の弁護を依頼されるが、土壇場になって長年の持病を理由に弁護を断る。
岡村謙孝（かねたか）
演 - 丹波哲郎
弁護士。原山の大学の後輩。原山によると刑事専門の弁護士としては日本屈指の存在とされる。

#### 主な証言者
安西教授
演 - 小沢栄太郎
大学医学部教授。福太郎の遺体を鑑定し、裁判で事故当時福太郎は助手席に座っていたと証言する。
藤原好郎
演 - 森田健作
球磨子と福太郎が乗っていた車の事故の目撃者。裁判では、車を運転していたのは球磨子だと証言する。
堀内とき枝
演 - 山田五十鈴
東京のクラブ経営者で、球磨子の元雇い主。球磨子が福太郎と初めて会った頃のことを証言する。
木下保
演 - 三木のり平
福太郎の釣り仲間。福太郎が亡くなる1ヶ月前に会った時のことを証言する。

#### 福太郎の親族など
白河はる江
演 - 北林谷栄
福太郎の母。周りから『大奥様』と呼ばれる。結婚当初から球磨子のことを良く思っていない。
白河宗治（むねはる）
演 - 丹呉年克
白河家の跡取り息子で中学生。福太郎と前妻の子。球磨子のことを『あの女』呼ばわりして嫌う。
島田勝行
演 - 水谷貞雄
福太郎の義理の弟（福太郎の前妻の弟）。はる江から甥の宗治の後見人を頼まれる。
白河藤九郎
演 - 大森義夫
親族会議で福太郎に、手切れ金を渡して悪評高い球磨子と離縁するように発言する。
白河家親族
演 - 中村美代子
親族会議で、福太郎と球磨子の結婚について白河家が陰口を叩かれるようになったとぼやく。
岩崎専務
演 - 名古屋章
白河酒造の専務。福太郎と球磨子の入籍を事後報告されたり、球磨子の素行の悪さに振り回される。

#### その他
片岡咲江
演 - 真野響子
哲郎の後妻。あやこの育ての親。実の子のように愛情を持ってあやこに接している。
片岡哲郎
演 - 伊藤孝雄
一人娘のあやこを引き取り後妻・咲江と暮らす。律子と離婚した時の条件として月に1度あやこを律子に会わせる。
デスク
演 - 小美野欣士
秋谷の同僚記者
演 - 羽生昭彦
記者
演 - 城戸卓
交通課警官
演 - 森下哲夫
鑑識課員
演 - 遠藤剛
警察署受付
演 - 小森英明
弁護士会幹部
演 - 神山寛
陪席判事
演 - 加島潤
看守
演 - 小田草之介

### スタッフ
- 監督：野村芳太郎
- 製作：野村芳太郎、杉崎重美
- 脚色：松本清張
- 撮影台本：古田求、野村芳太郎
- 撮影：川又昂
- 美術：森田郷平
- 編集：太田和夫
- 照明：小林松太郎
- 録音：原田真一
- 音楽：芥川也寸志、毛利蔵人
- 助監督：松原信吾

### 受賞歴
- 第56回キネマ旬報ベスト・テン第4位
- 第6回日本アカデミー賞
  - 優秀作品賞
  - 優秀監督賞 - 野村芳太郎
  - 優秀脚本賞 - 古田求、野村芳太郎
  - 優秀主演女優賞 - 桃井かおり[注 1]
  - 優秀助演男優賞 - 柄本明[注 2]、鹿賀丈史
  - 優秀音楽賞 - 芥川也寸志[注 3]
  - 優秀撮影賞 - 川又昂[注 4]
  - 優秀照明賞 - 小力松太郎[注 5]
  - 優秀録音賞 - 原田真一、松本隆司[注 6]
- 第37回毎日映画コンクール[2]
  - 日本映画優秀賞
  - 脚本賞 - 古田求、野村芳太郎
- 第7回報知映画賞主演女優賞 - 桃井かおり

### エピソード

#### 撮影前
- 製作発表は1982年7月9日、東京の帝国ホテルで行われたが、会見後には桃井かおり・岩下志麻と清張の対談が設定された[注 7]。その後も清張は本映画のロケーションを見学し（『岡倉天心 その内なる敵』の取材を兼ねていた）、出演者と交流した。完成披露試写会は、9月8日に丸の内ピカデリーで行われた[3]。
- 本作は、1974年に実際に発生した別府3億円保険金殺人事件をヒントに松本清張に小説を書いてもらい、それを原作に映画製作が決まった[4]。映画の製作発表からまもなく、上記事件の被疑者Aから、原作者宛に手紙が来た。『疑惑』に書かれた内容は自分のことそのものであるとし、事件に関する意見を原作者に要求するものであったが、清張は事件は創作のヒントにしたにすぎないとして、関与を断った[5]。

#### 作中での女同士の闘い
- 松本が完成させた小説の主役は男性新聞記者だったが、野村芳太郎は女同士がぶつかり合う物語を作りたいと考えた。また、原作の内容量もそのまま映画にするには尺が足りなかったため、野村は脚本(肩書きは撮影台本)の古田求に主人公を球磨子と律子の女性2人にした上で、内容も増やしてシナリオを書き直すよう指示した[4]。岩下は後年、「松本清張先生の原作ミステリーの面白さに女同士の闘いという要素を入れたことが、本作が成功した大きな要因だと思います」と評している[4]。
- 律子とお互いに本音をぶつけながら、球磨子が彼女の白い服にボトル入りの赤ワインをダラダラとかけるシーンは、元々台本になかった。これは、古田がアメリカ映画『愛と喝采の日々』で2人の女性ダンサーが本音をぶつけながらバッグで殴り合うシーンにヒントを得て野村に提案し、採用されたもの[4]。このシーンで律子の服にワインをかける演出は、桃井のアイディア。桃井からこの案を聞いた岩下はワインの赤を引き立たせるため、元々用意されていた柄物の衣装から純白の服に替えてもらった[4]。球磨子のこの行動に対し、岩下はグラスのワインを彼女の顔に勢いよくかけることで、2人の対照的な性格を際立たせた[4]。本作の完成後、古田は野村から「律子と球磨子が本音をぶつけ合うあのシーンがあったから、この映画は締まった」との言葉をもらった[4]。

#### 桃井に関して
- 桃井かおりは、球磨子役のオファーを受けた経緯を次のように語っている。「週刊誌的には私自身がわけもなく嫌われていて最悪な状態だったんで、「いまさらこの役をやる必要はないでしょ」と、うちの事務所は全員大反対（笑）。でも、（中略）等身大の桃井ネタは尽きたと思っていたので、いっそすごく嫌な人とかダメな人を少し作って演じてみたい、とにかく演じたいという気持ちが強かったんですね。球磨子のような人だと思われてこそ大成功くらいの気持ちで、思いっきりやってみようと思ったんです」[6]。
- 桃井は当時すごく“とがった”女優のイメージを持たれていたため、岩下は撮影期間中、仕事関係者などから「彼女と上手くやれているか？」とよく心配された。岩下によると、「桃井さんとはすぐ仲良くなり、撮影の合間に2人で馬鹿話をしたこともありました。今(2022年現在)でもたまに電話で喋ることもあります」と答えている[4]。
- 桃井は台本を読んだ上で、多くのシーンにアドリブを取り入れて演じ[注 8][注 9]、野村も本筋から逸れない範囲で彼女に自由にセリフを言わせていた[4]。対して長年松竹で台本に忠実に演技するよう教えられてきた岩下は、桃井のアドリブに当初戸惑った。しかし、徐々に桃井に合わせて自らも即興で返せるようになり、岩下は「初めての経験で刺激的でした」と回想している[4]。

#### 岩下に関して
- 女性弁護士を演じた岩下志麻は、本映画は専門用語が多くセリフも膨大であり、役作りのため、弁護士事務所を訪問したり、家庭裁判所で行われた実際の裁判を3回ほど傍聴したりした[7][4]。その際、弁護士が相手によって言葉遣いをころころ変えていることに気づき、演技に取り入れた[注 10]。
- 岩下は基本的に作品の掛け持ちをほとんどしないが、本作では別の主演映画『この子の七つのお祝いに』と撮影期間が重なった。このことに加え、撮影が7〜8月という真夏に行われこともあり体力消耗が激しく、両作品の全ての撮影終了直後に胃潰瘍にかかるなど、しばらく虚脱状態になったと回顧している[7][4]。
- 撮影自体は大変だったが、岩下は後年「律子はサバサバしていて誰に対してもズバズバものを言うタイプ。私はそういう女性が好きなので、演じていてとても楽しかった」と回想している[4]。

#### その他撮影時のエピソード
- 自動車事故のロケは富山新港の南側の公共埠頭で西から東に走るように行われた。実況見分の場面では2015年に移転の旧富山商船高専の実習場と3代目の練習船若潮丸が映っている。
- 富山のロケ先で桃井と原作者が食事をした際、オコゼの唐揚げを注文した清張を見て、桃井は「オコゼ食べちゃうんですか」と言ったところ、清張は「似ているからって、僕が食べちゃいけないの」と返し、いっきに緊張がゆるんで和んだと桃井は回顧している[8]。
- 仲谷昇が演じた球磨子の夫・福太郎役は、当初船越英二が演じる予定だった。しかし脚本を読んだ船越が、「子供への愛情がもっと強く描かれていれば出るが、このままでは出られない」と告げた。しかし、野村監督がこれに関しては脚本の手直しを指示しなかったため、結局船越は役を降りた[4]。
- 岩下と山田五十鈴は、本作が初共演である。岩下は、女優として大先輩である山田との共演を以前から望んでいたため、彼女との撮影の日は朝から内心ウキウキしていたという[4]。
- 作中では、中盤の大部分が裁判のシーンとなっている。裁判シーンは一般的に、お互いに証言台に立って意見を言い合うだけなので画面が単調になりやすいとされる。本作では観客を飽きさせない工夫として、証人の言葉に対して球磨子が怒鳴ったり暴れるなどの派手なリアクションを取り入れている[4]。脚本を担当した古田は本作の完成後、松本清張から「裁判シーンはよく書けていた」と褒められた[4]

#### 松本清張やスタッフに関して
- 映画のラストに関しては、原作者と監督の野村芳太郎の間で、意見の対立があった。野村は弁護士が事件の真相を見破り球磨子が救われる結末を主張したのに対し、清張はあくまで辛口の終わり方を主張、結局、清張の意見が通った。本映画は清張が脚本の前半を実際に執筆したものの、実際の映画は古田求と野村の書いた部分が大半を占めることになったとされている[注 11]。脚色として清張の名がクレジットされているのは、このことと上記の書き直しが理由となっている[10][4]。
- 古田求によると、清張は本作の完成まで脚色扱いとなったことを知らされていなかった[4]。ただし清張は特に怒ってはおらず、完成後のパーティーで桃井に「僕が書いたのとはかなり違う。でも僕が書いていないことは見る人が見れば分かるよ」と言いながら笑っていたという[4]。
- 当時脚本家として駆け出しだった古田は本作で初めて野村と仕事をし、彼から役者の見せ方などシナリオ作りの様々な技法を教わった[4]。これにより古田は本作の脚本において野村と共に映画の脚本賞を受賞した(上記・受賞歴を参照)。古田は後年、「本作に関われたことは、私がその後も脚本家としてやっていく上での自信となりました」と語っている[4]。

## テレビドラマ

### 1992年版
「松本清張スペシャル・疑惑」。1992年11月13日21時2分 - 22時52分に、フジテレビ系の『金曜ドラマシアター』で放送された。
 キャスト 
- 白河球磨子：いしだあゆみ
- 秋谷茂一：石橋凌
- 大場久美子
- 白河福太郎：織本順吉
- 藤原好郎：布川敏和
- 広岡瞬
- 戸川京子
- 斎藤洋介
- 梅津栄
- 原山正雄：草薙幸二郎
- 浦田賢一
- 上月左知子
- 藤本俊和
- 清水章吾
- 佐原卓吉：小林稔侍[11]

スタッフ
- 原作：松本清張「疑惑」
- 脚本：金子成人
- 監督：長尾啓司
- 音楽：岩間南平
- 選曲：山川繁
- カースタント：高橋レーシング
- 撮影協力：宇奈月温泉観光協会、宇奈月ニューオータニホテル、産経新聞、富山テレビ
- 技術協力：映広
- スタジオ：府中多摩スタジオ
- 企画：鈴木哲夫（フジテレビ）
- プロデュース：名島徹（レオナ）、小坂一雄（レオナ）、林悦子（霧企画）
- 制作：フジテレビ、レオナ、霧企画

### 2003年版
2003年3月22日21時 - 22時51分に、テレビ朝日系の『土曜ワイド劇場』で、同番組の25周年記念スペシャル、松本清張没後10周年特別企画として放送された。
キャスト
- 秋谷茂一：佐藤浩市[12]
- 白河球磨子：余貴美子
- 沢木登：高橋和也
- 川崎三郎：大沢樹生
- 佐藤文治：河原崎建三
- 秋谷道子：山下容莉枝
- 緒方武雄：佐戸井けん太
- 高畠健吉：山西道広
- 渋谷律子：春木みさよ
- 広田幸子：坂上香織
- 木下保：坂口芳貞
- 中西守：五代高之
- 藤原好郎：真鍋尚晃
- 中村太：飯田基祐
- 野島秀夫：皆川拓也
- 田村洋治：海部剛史
- 冒頭の男：掛田誠
- 豊崎勝雄：江守徹（特別出演）
- 原山正雄：織本順吉
- 白河福太郎：山本學
- 佐原直吉：中村嘉葎雄
- 荒井洸子、榊原大豊、建部和美、児玉美智子、高橋慎太郎、森永健司、中山克己、酒向信司、浜島貴一、佐保祐樹、小薗江愛理、早坂幸謙、西澤美優、神田町子、神田健一

スタッフ
- 原作：松本清張「疑惑」
- 脚本：竹山洋
- 演出：大原誠
- プロデューサー：松本基弘（テレビ朝日）、井口喜一（共同テレビ）、鈴木伸太郎（共同テレビ）
- 技術協力：バスク
- 美術協力：アックス
- カースタント：高橋レーシング
- ロケ協力：金沢フィルムコミッション、富来町観光商工課 ほか
- スタジオ：緑山スタジオ・シティ
- 企画協力：電通ミュージック・アンド・エンタテイメント
- 制作：テレビ朝日、共同テレビ

脚本の竹山にとって、2000年代に入って初めての松本清張作品だった。竹山は本作以降、2010年代末期まで、数々の清張作品の脚本を執筆、また本作については更に2作のリメイクドラマの脚本も手がけることになる。

### 2009年版
テレビ朝日の開局50周年記念と、松本清張の生誕100周年を記念して、2009年1月24日21時 - 23時21分にテレビ朝日スペシャルドラマとして放送された。視聴率は18.5%（ビデオリサーチ調べ、関東地区・世帯・リアルタイム）。事件の舞台を金沢市としている。
主役の田村にとって、松本清張作品への出演は1984年放送の「松本清張の地の骨」（フジテレビ）以来25年ぶりであった。なお、カースタントではメルセデス・ベンツCクラス(W202)が使用された。
同局系列で放送された2003年版に続いて竹山が脚本を担当、弁護人と被告に焦点を当てて脚本に改稿を加えている。
本作を皮切りに2012年まで、田村は毎年松本清張作品に主演、その後も16年の最終出演まで、清張作品への主演が田村晩年の仕事の柱の一つとなった。
2021年5月23日、本作が田村正和の追悼特別番組として再放送された。
キャスト
- 佐原卓吉：田村正和
- 白川球磨子：沢口靖子
- 秋谷容子：室井滋
- 田中純子：真矢みき
- 高原マキ：若村麻由美
- 裁判所の判事：内山理名（友情出演）
- 桜井課長：渡辺いっけい
- 鈴木浩介
- 油井昌由樹
- 藤原好郎：中村俊太
- 土屋裕一
- 野島秀夫：橋爪遼
- 山崎樹範
- 大東俊介
- 森下哲夫
- 春木みさよ
- 大堀裁判官：野元学二
- 原山正雄：津川雅彦
- 白川福太郎：小林稔侍[14]
- 小林健
- 井之脇海
- 白川球磨子（少女時代）：黒瀬真奈美
- 酒井部長：矢島健一
- 佐々木圭子：朝加真由美
- 木下保：笹野高史
- 大島蓉子、山口ひろ子、長谷川公彦、高野けい子、岡森諦、積圭祐、櫻庭博道、熊谷美香、浅里昌吾、青木一、徳永淳、蓮尾卓美、西山聡、真矢野靖人、福寿奈央、藤田小織、鈴木幸二、篠原楓、諸星すみれ、越中克彦、土田卓、竹岡真悟、赤塚辰浩 ほか
- ナレーション：遠藤憲一

スタッフ
- 原作：松本清張「疑惑」
- 脚本：竹山洋
- 監督：藤田明二
- 音楽：沢田完
- 撮影協力：石川県、石川県観光交流局、七尾市、加賀屋、金沢ニューグランドホテル、金沢市消防局、金沢エキストラ協会、石川県立美術館、北陸鉄道、JR西日本、JR西日本ロケーションサービス、金沢刑務所、小松空港、カシオ計算機、リーガロイヤルホテル東京、伝通院、千代田区観光協会、小川町フィルムコミッション ほか
- スタジオ：緑山スタジオ・シティ
- 技術協力：バスク、テイクシステムズ
- 美術協力：テレビ朝日クリエイト
- 音楽協力：テレビ朝日ミュージック
- 照明協力：共立
- カースタント：タカハシレーシング
- チーフプロデューサー：五十嵐文郎
- プロデューサー：内山聖子
- 協力プロデューサー：江平光男
- 企画協力：ナック、菊池実
- 法律監修：本山信二郎
- ピアノ指導：佐山雅弘
- 制作協力：イン・ナップ
- 協力：北九州市立松本清張記念館、清張生誕100年実行委員会、エヌエス企画、日本文学振興会松本清張賞事務局、北陸朝日放送
- 制作著作：テレビ朝日

遅れネット局
- 高知放送（日本テレビ系列）：2009年3月15日日曜日15時 - 17時25分
- テレビジャパン（アメリカ合衆国・カナダ・プエルトリコを対象とするNHK国際放送）：2009年8月8日 20時 - 22時5分（東部夏時間）17時 - 19時5分（太平洋夏時間）14時 - 16時5分（ハワイ・アリューシャン標準時）〈いずれも現地時間〉

#### 告発〜国選弁護人
本作に登場する国選弁護士・佐原を主人公に設定した連続テレビドラマ『告発〜国選弁護人』が、テレビ朝日系で、2011年1月13日から3月3日まで放送された。同ドラマは、『疑惑』に加え、清張の他の短編作品をベースとしたオリジナル脚本に基づき制作されている（エンディングにて、「このドラマは、松本清張原作『疑惑』を参考に、同原作『○○』を挿入して、全体はオリジナルでつくられたフィクションです」とのテロップが流された）。佐原（同ドラマ中での名前は卓治）は、2009年版テレビドラマと同じ田村正和が演じている。

### 2012年版
「松本清張没後20年特別企画 疑惑」のタイトルで、2012年11月9日21時 - 23時17分にフジテレビ系「金曜プレステージ」にて放送された。平均視聴率14.3%（ビデオリサーチ調べ、関東地区・世帯・リアルタイム）。
これまでのテレビドラマ版は全て、原作準拠の男性弁護士・女性被疑者の組み合わせで描かれてきたが、今回は映画版同様、女性弁護士と被疑者に焦点をあてた人物設定を採り、2012年の時代と裁判員制度も取り込んでいる。事件の舞台は新潟県の「西新潟市」としている。カースタントでは、BMW528i(E39)が使用された。
キャスト
- 佐原千鶴：常盤貴子 （東京の弁護士）
- 白河球磨子：尾野真千子 （白河福太郎の後妻）
- 岩瀬厚一郞：松重豊 （越後警察署の警部補）
- 加藤妙子：西田尚美 （加藤善浩の妻）
- 藤原好郎：田中幸太朗 （事件の目撃者）
- 原山正雄：竜雷太 （千鶴の先輩弁護士）※特別出演
- 加藤善浩：近藤芳正 （裁判員）
- 白河福太郎：柄本明 （新潟の老舗鍛冶屋「しらかわや」社長）
- 木下保：ベンガル （白河福太郎の親友）
- 秋谷：近江谷太朗 （週刊誌記者）
- 岡本康之：小木茂光 （検事）
- 白河一也：近藤公園 （白河福太郎の息子）
- 野島秀夫：南周平 （球磨子の店の元バーテン）
- 河崎三郎：宮本大誠 （組員）
- 小菅：中林大樹 （岩瀬警部補の部下）
- 太田：山田キヌヲ （婦警）
- 中村：大河内浩（裁判官）
- 白河静香：映美くらら
- 白河結子：高野志穂
- 裁判員：阿部六郎
- 田代：佐野圭亮
- 岸野：伊東孝明
- 及川重美：呑山仁奈子
- アナウンサー：村山千代、飛田厚史
- 大谷芳嗣、井之上隆志、中村ゆりか、山﨑千惠子、薬師寺順、椎名泰三、出口高司、橋本亜紀、原扶貴子、猫田直、坂入学、齋藤彰、中村容子、今吉祥子、松田沙希、兒玉宣勝、杉本笑美、佐々木征史、岩田龍門、山中まどか ほか

スタッフ
- 原作：松本清張「疑惑」
- 脚本：吉本昌弘
- 演出：国本雅広
- ロケ協力：旧齋藤家別邸、白山神社、燕喜館、国営越後丘陵公園、新潟大学、月岡温泉観光協会、片貝町煙火協会、長岡西病院、新潟県フィルム・コミッション協議会、新潟観光コンベンション協会、にいがたロケネット、長岡観光コンベンション協会、長岡ロケナビ、柏崎インフォメーションBOX、ホテルオークラ新潟、東京西徳洲会病院、日の出町 ほか
- テーマ音楽：佐藤和郎
- 法律監修：石井誠一郎
- 警察監修：倉科孝靖
- カースタント：タカハシレーシング
- 技術協力：ファーストショット
- 美術協力：フジアール
- VFX：岡野正広、熱田健太郎
- ポスプロ：ビーグル
- スタジオ：緑山スタジオ・シティ、TMC-1スタジオ
- 編成企画：水野綾子（フジテレビ）
- 協力：新潟総合テレビ
- プロデューサー：千葉行利（ケイファクトリー）、高橋史典（ケイファクトリー）
- 制作：フジテレビ
- 制作著作：ケイファクトリー

### 2019年版
『松本清張ドラマスペシャル 疑惑』のタイトルで、「テレビ朝日開局60周年記念」として同局系列の「日曜プライム」にて2019年2月3日の21時 - 23時5分に放送された。事件の舞台を熱海市としている。また2018年8月4日に逝去した津川雅彦の遺作、最後の出演作品となった。
キャスト
- 佐原卓子：米倉涼子[17]（民事専門の有能な弁護士）
- 白河球磨子：黒木華[17]（福太郎の後妻。世間から「鬼クマ」と呼ばれる前科4犯）
- 前田健次：勝村政信[15]（球磨子の元夫）
- 秋谷茂一：板尾創路[15]（ゴシップ記者）
- 豊崎勝雄：永山絢斗[15]（球磨子のマネージャーを名乗る興行師）
- 野田さかゑ：YOU[15]（球磨子の”ある秘密”の鍵を握る謎の女）
- 大木暁子：堀田茜[15]（球磨子に顔を焼かれたキャバクラ嬢）
- 佐々木佳子：宮田早苗（「梅花楼」仲居頭）
- 河崎三郎：高橋努
- 藤原好郎：前野朋哉（事件の目撃者）
- 菊池一郎：福本伸一（「菊池雑貨店」店主）
- 安田龍一：岡部たかし（刑事）
- 山田康一郎：長谷川朝晴（静岡地方検察庁 検事）
- 小坂直美：山田真歩（静岡地方検察庁 検事）
- 佐原淳彦：依田司（卓子の亡夫）
- 大貫由紀：萬田久子[15]（美容クリニック「オオヌキ・クリニック」院長）
- 白河福太郎：中村梅雀[15]（球磨子の現夫。熱海の老舗レストラン「梅花楼」3代目社長）
- 木下保：伊武雅刀[15]（福太郎の親友）
- 加藤正義：平泉成[15]（裁判長）
- 原山正雄：津川雅彦[17]（ベテラン弁護士。卓子に事件を依頼）　※2009年度版も同じ役で出演。テレビドラマ遺作
- 小田秀子：余貴美子[15]（静岡地方検察庁 検事正）
- ナレーション：遠藤憲一 ※2009年度版も担当

スタッフ
- 原作：松本清張「疑惑」
- 脚本：竹山洋
- 演出：松田秀知
- 音楽：住友紀人[18]
- 法律監修：本山信二郎
- 警察監修：石坂隆昌
- カースタント：タカハシレーシング
- 技術協力：テイクシステムズ、バスク
- VFX・美術協力：テレビ朝日クリエイト
- 照明協力：共立
- 音響効果：スポット
- スタジオ：緑山スタジオ・シティ
- チーフプロデューサー：五十嵐文郎（テレビ朝日）
- ゼネラルプロデューサー：内山聖子（テレビ朝日）
- プロデューサー：峰島あゆみ（テレビ朝日）、菊地裕幸（ザ・ワークス）、伊賀宣子（ザ・ワークス）
- 制作協力：ザ・ワークス
- 制作著作：テレビ朝日

同局系列で放送された2009年版に続いて竹山が同作3度目の脚本を担当、女性同士の闘いの要素などを加え、更に脚本を改稿した。多数の清張作品を手がけてきた竹山が脚本を担当した、最後の清張作品となった。

## 舞台版
2014年10月4日から26日まで、京都四條南座にて「南座ミステリー劇場」として上演された。
キャスト
- 鬼塚（白河）球磨子：浅野ゆう子 （容疑者）
- 佐原律子：高橋惠子 （弁護士）
- 秋谷茂一：原田龍二 （「週刊潮流」記者）
- 河崎三郎：なだぎ武 （球磨子の情夫）
- 高橋検事：伊藤正之
- 藤原好郎：川野直輝 （目撃者の青年）
- 白河一葉：緑友利恵 （福太郎と前妻の間の娘）
- 白河福太郎：モロ師岡 （球磨子の夫）
- 佐原章夫：佐戸井けん太 （律子の夫）
- 井上惠美子、江口直彌、外山高士、川野直輝、朝倉信二、野田晋市、蟷螂襲、こばやしあきこ、村崎真彩、夢ゆかり、みそ乃、上瀧昇一郎、白井哲也、堺新次、木谷匡勝、都築謙次郎、半田真二

スタッフ
- 脚本：山中隆次郎
- 演出：河毛俊作
- 衣裳：前田文子
- 法律監修：アーネスト法律事務所、藤本久俊
- 主催：松竹、関西テレビ放送
- 製作：松竹